# Čierna nad Tisou
Čierna nad Tisou és una ciutat d'Eslovàquia. Es troba a la regió de Košice, a l'est del país.

## Història
La primera referència escrita de la vila data del 1828.

## Demografia
| Godina             | 1994 | 2004    | 2014    | 2024   |
| ------------------ | ---- | ------- | ------- | ------ |
| Nombre de persones | 5032 | 4390    | 3683    | 3367   |
| Diferència         |      | −12,75% | −16,10% | −8,57% |

| Godina             | 2023 | 2024   |
| ------------------ | ---- | ------ |
| Nombre de persones | 3406 | 3367   |
| Diferència         |      | −1,14% |

## Ciutats agermanades
- Záhony, Hongria
- Ajak, Hongria
- Txop, Ucraïna

1. 1 2  «Počet obyvateľov podľa pohlavia - obce (ročne) [om7101rr_obce=AREAS_SK]».   Statistical Office of the Slovak Republic, 31-03-2025. [Consulta: 31 març 2025].